# Neil Bissoondath
Neil Devindra Bissoondath, mieux connu sous le nom de Neil Bissoondath, est un écrivain canadien (indo-québécois) d'expression anglaise né le 19 avril 1955 à Arima à Trinité-et-Tobago. Il rédige surtout des romans à caractère social et psychologique.

## Biographie
Neil Bissoondath est né le 19 avril 1955 à Arima à Trinité-et-Tobago,. C'est à l'âge de 10 ans qu'il décide de devenir écrivain.
En 1973, à 18 ans, il quitte son île natale pour s'établir au Canada. Il s'inscrit à l'Université York et y obtient un baccalauréat en 1977.Il demeure plusieurs années à Toronto pour ensuite s'établir à Montréal. En 1995, il déménage à Québec, où depuis il enseigne la création littéraire à l'Université Laval.
Il est l'auteur de plusieurs romans et recueils de nouvelles, ainsi que d'un essai. Ces œuvres traitent de multiculturalisme, d'immigration, de migration, d'identité et d'intégration. Dans son essai, Le marché aux illusions (Selling Illusions: the cult of Multiculturalism in Canada), il critique la notion de multiculturalisme, ce qui a suscité à l'époque, et récemment encore, une presse abondante,,,,,,,.
Dans son roman La Clameur des ténèbres, il raconte la vie d'un jeune instituteur vivant sur une île imaginaire, quelque part au large de l'Inde. Le jeune homme a quitté la capitale pour ce coin isolé, perdu et en révolte larvée, il sera profondément bouleversé par son entourage.
Son œuvre aborde des questions identitaires percutantes, et son roman le plus récent, Cartes postales de l'enfer, explore également cette avenue thématique.
Il est le neveu de l'écrivain V.S. Naipaul, prix Nobel de littérature.

## Œuvres

### Romans
- Tous ces mondes en elle, trad. de Katia Holmes, Montréal, Phébus/Boréal, 1999  (ISBN 2-89052-995-9)
- Retour à Casaquemada, trad. Jean-Pierre Ricard, Paris, Phébus 10/18, 2537, domaine étranger, 1999, 475 p.  (ISBN 2-264-00069-4)
- L'innocence de l'âge, trad. de Katia Holmes, Paris, Phébus 10/18, 2647, domaine étranger, 1999, 379 p.  (ISBN 2-264-00228-X)
- Un baume pour le cœur, trad. de Lori Saint-Martin et Paul Gagné, Montréal, Balland/Boréal, 2003, 410 p.  (ISBN 2-89052-632-1)
- La Clameur des ténèbres, trad. de Lori Saint-Martin et Paul Gagné, Montréal, Boréal, 2006, 359 p.  (ISBN 978-2-75-290291-7)
- Cartes postales de l'enfer, trad. de Lori Saint-Martin et Paul Gagné, Montréal, Boréal, 2010, 244 p.  (ISBN 978-2-7646-0643-8)

### Nouvelles
- Arracher les montagnes, trad. Marie-José Thériault, Montréal, Boréal, 1997, 298 p.  (ISBN 2-89052-824-3)
- À l'aube de lendemains précaires, trad. Marie-José Thériault, Montréal, Boréal, 1995, 310 p.  (ISBN 2-89052-632-1)

### Essais
- Le marché aux illusions  (trad. Jean Papineau, préf. Lise Bissonnette) (essai sur le multiculturalisme), Montréal, Boréal, 1995, 242 p. (ISBN 2-89052-703-4)

### Entretiens
- Passeurs culturels, Suzanne Giguère, préf. de Pierre Nepveu, entretiens avec Neil Bissoondath, Éditions de l'IQRC, 2001, 263 p. (ISBN 2-89224-318-1)

## Prix et honneurs
- 1995 - Prix Spirale Eva-Le-Grand, pour Le marché aux illusions (un essai sur le multiculturalisme)[16]
- 1999 -  Prix du meilleur roman de la QSPELL pour Worlds within her[17]
- 1999 - Doctorat honoris causa de l'Université York[18]
- 2002 - Prix Hugh-MacLennan, pour Un baume sur le cœur[19]
- 2005 - Prix Hugh-MacLennan, pour l'édition originale anglaise de La clameur des ténèbres[19]
- 2008 - Doctorat honoris causa de l'Université de Moncton[20]
- 2009 - Sélection pour le prix Fémina étranger, pour Cartes postales pour l'enfer[21]
- 2010 - Chevalier de l'Ordre national du Québec[22]
- 2013 - Membre du Conseil d'administration du PEN Canada
- 2015 - Conseil de l'Ordre national du Québec, membre
- 2018 - 2019 - Vice-président au Conseil d'administration du PEN Canada
- 2021 - Officier de l'Ordre du Canada[23]